# Leichtathletik-Weltmeisterschaften 2019/Teilnehmer (Vereinigtes Königreich)
| Gelbes Symbol für Goldmedaillen mit stilisierten Olympischen Ringen | Graues Symbol für Silbermedaillen mit stilisierten Olympischen Ringen | Braundes Symbol für Bronzemedaillen mit stilisierten Olympischen Ringen |
| ------------------------------------------------------------------- | --------------------------------------------------------------------- | ----------------------------------------------------------------------- |
| 2                                                                   | 3                                                                     | —                                                                       |

Der Leichtathletikverband vom Vereinigten Königreich will an den Leichtathletik-Weltmeisterschaften 2019 in Doha teilnehmen. 72 Athletinnen und Athleten wurden Anfang September vom britischen Verband nominiert. Sechs weitere Athleten kamen später noch hinzu.

## Ergebnisse

### Frauen

#### Laufdisziplinen
| Athletin | Disziplin        | Vorlauf              | Vorlauf              | Halbfinale           | Halbfinale           | Finale               | Finale               |
| Athletin | Disziplin        | Zeit                 | Platz                | Zeit                 | Platz                | Zeit                 | Platz                |
| --- | ---------------- | -------------------- | -------------------- | -------------------- | -------------------- | -------------------- | -------------------- |
| Imani-Lara Lansiquot | 100 m            | 11,31 s              | 24                   | 11,35 s              | 22                   | DNQ                  | DNQ                  |
| Daryll Neita | 100 m            | 11,12 s PB           | 05                   | 11,18 s              | 11                   | DNQ                  | DNQ                  |
| Asha Philip | 100 m            | 11,35 s              | 28                   | DNQ                  | DNQ                  | –                    | –                    |
| Dina Asher-Smith | 100 m            | 10,96 s              | 03                   | 10,87 s SB           | 02                   | 10,83 s NR           | Silber               |
| Dina Asher-Smith | 200 m            | 22,32 s              | 01                   | 22,16 s              | 01                   | 21,88 s NR           | Gold                 |
| Beth Dobbin | 200 m            | 23,14 s              | 23                   | 23,11 s              | 19                   | DNQ                  | DNQ                  |
| Ashleigh Nelson | 200 m            | nicht auf Startliste | nicht auf Startliste | nicht auf Startliste | nicht auf Startliste | nicht auf Startliste | nicht auf Startliste |
| Jodie Williams | 200 m            | 22,80 s              | 13                   | 22,78 s              | 11                   | DNQ                  | DNQ                  |
| Emily Diamond | 400 m            | 51,66 s SB           | 16                   | 51,62 s SB           | 15                   | DNQ                  | DNQ                  |
| Laviai Nielsen | 400 m            | 51,52 s              | 14                   | 52,94 s              | 22                   | DNQ                  | DNQ                  |
| Alexandra Bell | 800 m            | 2:03,34 min          | 23                   | 2:01,23 min          | 14                   | DNQ                  | DNQ                  |
| Shelayna Oskan-Clarke | 800 m            | 2:02,09 min          | 10                   | 2:10,89 min          | 24                   | DNQ                  | DNQ                  |
| Hannah Segrave | 800 m            | nicht auf Startliste | nicht auf Startliste | nicht auf Startliste | nicht auf Startliste | nicht auf Startliste | nicht auf Startliste |
| Lynsey Sharp | 800 m            | 2:03,57 min          | 31                   | DNQ                  | DNQ                  | –                    | –                    |
| Sarah McDonald | 1500 m           | 4:04,42 min          | 06                   | 4:15,73 min          | 17                   | DNQ                  | DNQ                  |
| Laura Muir | 1500 m           | 4:07,37 min          | 12                   | 4:01,05 min          | 03                   | 3:55,76 min SB       | 05                   |
| Jemma Reekie | 1500 m           | 4:12,51 min          | 32                   | DNQ                  | DNQ                  | –                    | –                    |
| Melissa Courtney | 1500 m           | nicht auf Startliste | nicht auf Startliste | nicht auf Startliste | nicht auf Startliste | nicht auf Startliste | nicht auf Startliste |
| Melissa Courtney | 5000 m           | nicht auf Startliste | nicht auf Startliste | nicht auf Startliste | nicht auf Startliste | nicht auf Startliste | nicht auf Startliste |
| Jessica Judd | 5000 m           | 15:51,48 min         | 22                   |                      |                      | DNQ                  | DNQ                  |
| Laura Weightman | 5000 m           | 15:02,24 min         | 10                   |                      |                      | 14:44,57 min         | 07                   |
| Eilish McColgan | 5000 m           | 14:55,79 min         | 04                   |                      |                      | 14:46,17 min PB      | 10                   |
| Eilish McColgan | 10.000 m         | nicht auf Startliste | nicht auf Startliste | nicht auf Startliste | nicht auf Startliste | nicht auf Startliste | nicht auf Startliste |
| Stephanie Twell | 10.000 m         |                      |                      |                      |                      | 31:44,79 min         | 15                   |
| Tish Jones | Marathon         |                      |                      |                      |                      | DNS                  | DNS                  |
| Charlotte Purdue | Marathon         |                      |                      |                      |                      | DNF                  | DNF                  |
| Cindy Ofili | 100 m Hürden     | 12,97 s              | 19                   | 12,95 s              | 15                   | DNQ                  | DNQ                  |
| Meghan Beesley | 400 m Hürden     | 55,97 s              | 21                   | 56,89 s              | 24                   | DNQ                  | DNQ                  |
| Jessica Turner | 400 m Hürden     | 55,72 s PB           | 17                   | 55,87 s              | 20                   | DNQ                  | DNQ                  |
| Elizabeth Bird | 3000 m Hindernis | 9:30,13 min PB       | 16                   |                      |                      | DNQ                  | DNQ                  |
| Rosie Clarke | 3000 m Hindernis | 9:49,18 min          | 34                   |                      |                      | DNQ                  | DNQ                  |
| Aimee Pratt | 3000 m Hindernis | 9:38,91 min PB       | 21                   |                      |                      | DNQ                  | DNQ                  |
| - Dina Asher-Smith (Finale) - Imani-Lara Lansiquot (Vorlauf) - Daryll Neita - Ashleigh Nelson - Asha Philip nicht auf Startlisten: - Kristal Awuah                       | 4 × 100 m        | 42,25 s SB           | 2                    |                      |                      | 41,85 s SB           | Silber               |
| - Zoey Clark - Emily Diamond (Finale) - Laviai Nielsen - Jessica Turner (Vorlauf) - Jodie Williams nicht auf Startlisten: - Finette Agyapong - Amy Allcock - Beth Dobbin | 4 × 400 m        | 3:24,99 min SB       | 3                    |                      |                      | 3:23,02 min SB       | 4                    |

#### Sprung/Wurf
| Athletin        | Disziplin      | Qualifikation | Qualifikation | Finale     | Finale |
| Athletin        | Disziplin      | Weite/Höhe    | Platz         | Weite/Höhe | Platz  |
| --------------- | -------------- | ------------- | ------------- | ---------- | ------ |
| Morgan Lake     | Hochsprung     | 1,85 m        | 18            | DNQ        | DNQ    |
| Holly Bradshaw  | Stabhochsprung | 4,60 m        | 01            | 4,80 m     | 04     |
| Abigail Irozuru | Weitsprung     | 6,70 m        | 06            | 6,64 m     | 07     |
| Shara Proctor   | Weitsprung     | 6,63 m        | 08            | 6,43 m     | 11     |
| Jazmin Sawyers  | Weitsprung     | 6,46 m        | 19            | DNQ        | DNQ    |
| Sophie McKinna  | Kugelstoßen    | 18,61 m PB    | 06            | 17,99 m    | 11     |

#### Siebenkampf
| Athletin                  | Disziplin | 100 m Hürden | Hochsprung | Kugelstoßen | 200 m      | Weitsprung | Speerwurf  | 800 m          | Punkte     | Platz |
| ------------------------- | --------- | ------------ | ---------- | ----------- | ---------- | ---------- | ---------- | -------------- | ---------- | ----- |
| Katarina Johnson-Thompson | Ergebnis  | 13,09 s PB   | 1,95 m CHB | 13,86 m PB  | 23,08 s SB | 6,77 m     | 43,93 m PB | 2:07,26 min PB | 6981 WL NR | Gold  |
| Katarina Johnson-Thompson | Punkte    | 1111         | 1171       | 785         | 1071       | 1095       | 743        | 1005           | 6981 WL NR | Gold  |

### Männer

#### Laufdisziplinen
| Athlet | Disziplin        | Vorlauf              | Vorlauf              | Halbfinale           | Halbfinale           | Finale               | Finale               |
| Athlet | Disziplin        | Zeit                 | Platz                | Zeit                 | Platz                | Zeit                 | Platz                |
| --- | ---------------- | -------------------- | -------------------- | -------------------- | -------------------- | -------------------- | -------------------- |
| Ojie Edoburun | 100 m            | 10,23 s              | 24                   | 10,22 s              | 20                   | DNQ                  | DNQ                  |
| Adam Gemili | 100 m            | 10,19 s              | 18                   | 10,13 s              | 11                   | DNQ                  | DNQ                  |
| Adam Gemili | 200 m            | 20,06 s SB           | 01                   | 20,03 s SB           | 04                   | 20,03 s SB           | 04                   |
| Zharnel Hughes | 100 m            | 10,08 s              | 07                   | 10,05 s              | 03                   | 10,03 s              | 06                   |
| Zharnel Hughes | 200 m            | 20,24 s SB           | 10                   | 20,30 s              | 11                   | DNQ                  | DNQ                  |
| Miguel Francis | 200 m            | 20,11 s              | 04                   | DNS                  | DNS                  | –                    | –                    |
| Nethaneel Mitchell-Blake | 200 m            | nicht auf Startliste | nicht auf Startliste | nicht auf Startliste | nicht auf Startliste | nicht auf Startliste | nicht auf Startliste |
| Matthew Hudson-Smith | 400 m            | DNF                  | DNF                  | –                    | –                    | –                    | –                    |
| Rabah Yousif | 400 m            | 45,40 s              | 12                   | 45,15 s SB           | 14                   | DNQ                  | DNQ                  |
| Elliot Giles | 800 m            | 1:45,53 min          | 04                   | 1:45,15 min          | 07                   | DNQ                  | DNQ                  |
| Kyle Langford | 800 m            | 1:46,14 min          | 18                   | 1:46,41 min          | 19                   | DNQ                  | DNQ                  |
| Jamie Webb | 800 m            | 1:46,23 min          | 22                   | 1:48,44 min          | 23                   | DNQ                  | DNQ                  |
| Charlie Da’Vall Grice | 800 m            | nicht auf Startliste | nicht auf Startliste | nicht auf Startliste | nicht auf Startliste | nicht auf Startliste | nicht auf Startliste |
| Charlie Da’Vall Grice | 1500 m           | nicht auf Startliste | nicht auf Startliste | nicht auf Startliste | nicht auf Startliste | nicht auf Startliste | nicht auf Startliste |
| Neil Gourley | 1500 m           | 3:36,31 min          | 04                   | 3:36,69 min          | 07                   | 3:37,30 min          | 11                   |
| Josh Kerr | 1500 m           | 3:36,99 min          | 11                   | 3:36,58 min          | 05                   | 3:32,52 min PB       | 06                   |
| Jake Wightman | 1500 m           | 3:37,72 min          | 19                   | 3:36,85 min          | 12                   | 3:31,87 min PB       | 05                   |
| Andrew Butchart | 5000 m           | 13:26,46 min         | 16                   |                      |                      | DNQ                  | DNQ                  |
| Ben Connor | 5000 m           | 13:36,92 min         | 23                   |                      |                      | DNQ                  | DNQ                  |
| Marc Scott | 5000 m           | 13:47,12 min         | 29                   |                      |                      | DNQ                  | DNQ                  |
| Callum Hawkins | Marathon         |                      |                      |                      |                      | 2:10:57 h            | 04                   |
| Andrew Pozzi | 110 m Hürden     | 13,53 s              | 18                   | 13,60 s              | 18                   | DNQ                  | DNQ                  |
| Chris McAlister | 400 m Hürden     | 49,73 s              | 15                   | 49,18 s PB           | 14                   | DNQ                  | DNQ                  |
| Zak Seddon | 3000 m Hindernis | 8:22,51 min          | 15                   |                      |                      | 8:42,23 min          | 15                   |
| Tom Bosworth | 20 km Gehen      |                      |                      |                      |                      | 1:29:34 h            | 07                   |
| Callum Wilkinson | 20 km Gehen      |                      |                      |                      |                      | DSQ                  | DSQ                  |
| Cameron Corbishley | 50 km Gehen      |                      |                      |                      |                      | DSQ                  | DSQ                  |
| Dominic King | 50 km Gehen      |                      |                      |                      |                      | DSQ                  | DSQ                  |
| - Adam Gemili - Zharnel Hughes - Richard Kilty - Nethaneel Mitchell-Blake nicht auf Startlisten: - Harry Aikines-Aryeetey - Ojie Edoburun - Miguel Francis                      | 4 × 100 m        | 37,56 s WL           | 1                    |                      |                      | 37,36 s AR           | Silber               |
| - Cameron Chalmers - Toby Harries (Finale) - Martyn Rooney (Vorlauf) - Lee Thompson - Rabah Yousif nicht auf Startlisten: - Nicklas Baker - Dwayne Cowan - Matthew Hudson-Smith | 4 × 400 m        | 3:01,96 min SB       | 8                    |                      |                      | DNF                  | DNF                  |

#### Sprung/Wurf
| Athlet        | Disziplin      | Qualifikation | Qualifikation | Finale     | Finale |
| Athlet        | Disziplin      | Weite/Höhe    | Platz         | Weite/Höhe | Platz  |
| ------------- | -------------- | ------------- | ------------- | ---------- | ------ |
| Harry Coppell | Stabhochsprung | DNS           | DNS           | –          | –      |
| Ben Williams  | Dreisprung     | 16,77 m       | 17            | DNQ        | DNQ    |
| Nick Miller   | Hammerwurf     | 76,36 m       | 10            | 75,31 m    | 10     |

#### Zehnkampf
| Athlet        | Disziplin | 100 m | Weitsprung | Kugelstoßen | Hochsprung | 400 m | 110 m Hürden | Diskuswurf | Stabhochsprung | Speerwurf | 1500 m | Punkte | Platz |
| ------------- | --------- | ----- | ---------- | ----------- | ---------- | ----- | ------------ | ---------- | -------------- | --------- | ------ | ------ | ----- |
| Tim Duckworth | Ergebnis  | DNS   | DNS        | DNS         | DNS        | DNS   | –            | –          | –              | –         | –      | DNF    | DNF   |
| Tim Duckworth | Punkte    | 0     | 0          | 0           | 0          | 0     | –            | –          | –              | –         | –      | DNF    | DNF   |

### Mixed
| Athlet | Disziplin | Vorlauf        | Vorlauf | Halbfinale | Halbfinale | Finale         | Finale |
| Athlet | Disziplin | Zeit           | Platz   | Zeit       | Platz      | Zeit           | Platz  |
| --- | --------- | -------------- | ------- | ---------- | ---------- | -------------- | ------ |
| - Rabah Yousif (m) - Zoey Clark (w) - Emily Diamond (w) - Martyn Rooney (m) nicht auf Startlisten: - Finette Agyapong (w) - Amy Allcock (w) - Cameron Chalmers (m) - Dwayne Cowan (m) - Yasmin Liverpool (w) | 4 × 400 m | 3:12,80 min AR | 4       |            |            | 3:12,27 min AR | 4      |